# Anàlisi discriminant lineal

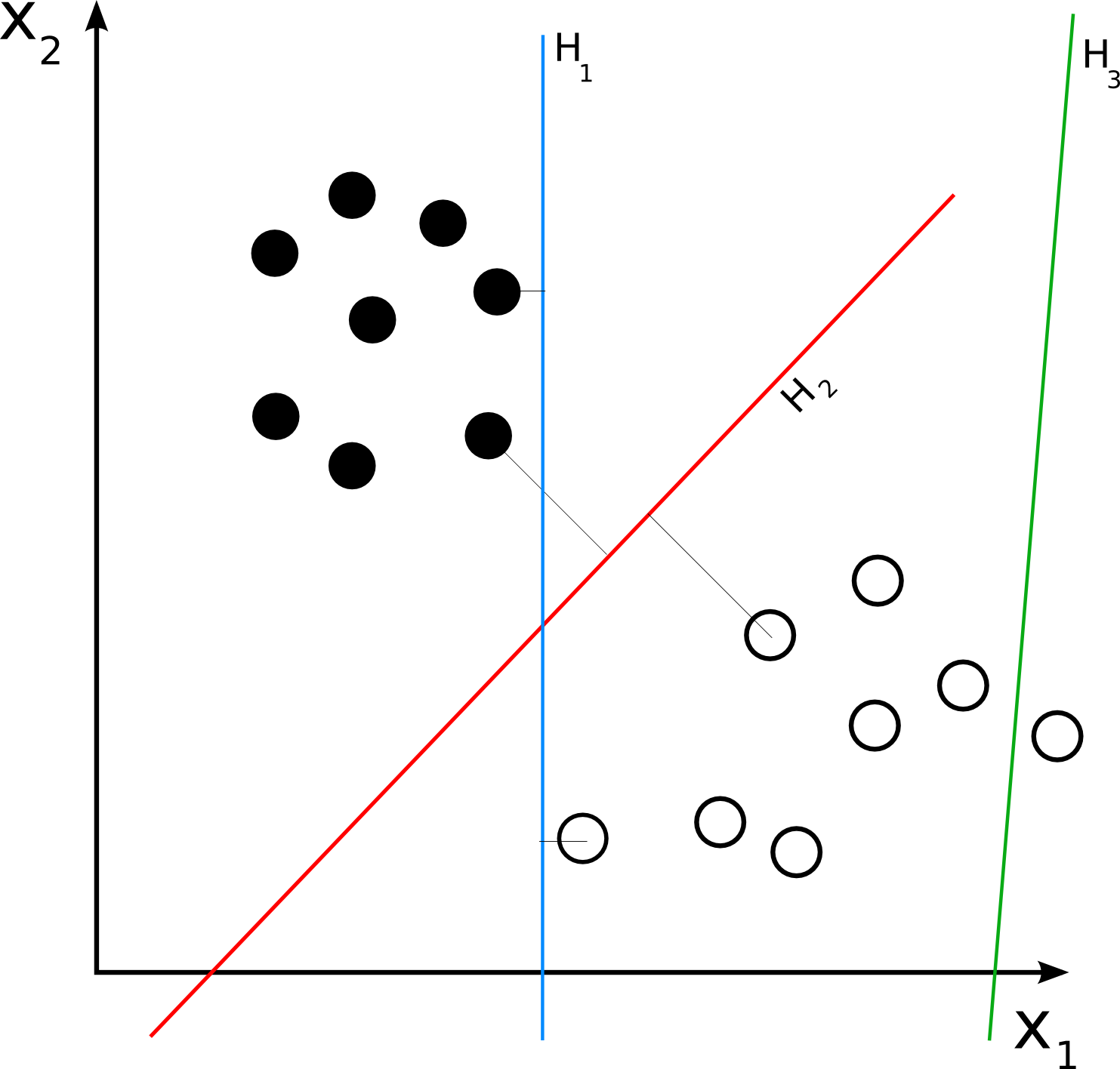
En aquest cas, els punts sòlids i buits es poden classificar correctament mitjançant qualsevol nombre de classificadors lineals. H1 (blau) els classifica correctament, igual que H2 (vermell). H2 es podria considerar "millor" en el sentit que també està més allunyat dels dos grups. H3 (verd) no classifica correctament els punts.

L'anàlisi discriminant lineal (amb acrònim anglès LDA), l'anàlisi discriminant normal (NDA) o l'anàlisi de funció discriminant és una generalització del discriminant lineal de Fisher, un mètode utilitzat en estadístiques i altres camps, per trobar una combinació lineal de trets que caracteritzi o separi dues o més classes. d'objectes o esdeveniments. La combinació resultant es pot utilitzar com a classificador lineal o, més comunament, per a la reducció de la dimensionalitat abans de la classificació posterior.

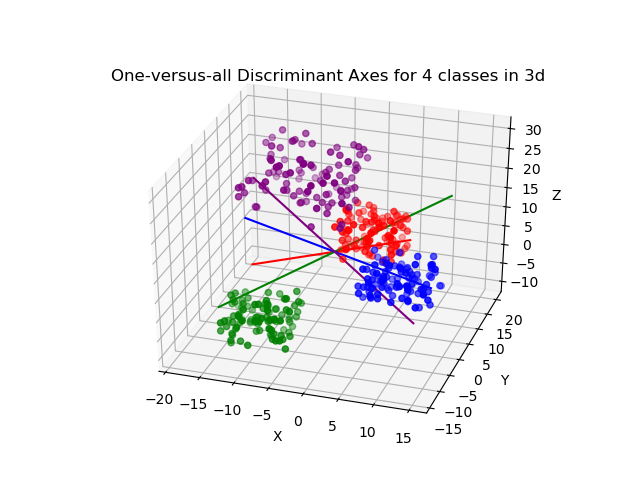
Visualització d'eixos LDA d'un contra tots per a 4 classes en 3D.

L'LDA està estretament relacionat amb l'anàlisi de la variància (ANOVA) i l'anàlisi de regressió, que també intenten expressar una variable dependent com una combinació lineal d'altres característiques o mesures. Tanmateix, l'ANOVA utilitza variables independents categòriques i una variable dependent contínua, mentre que l'anàlisi discriminant té variables independents contínues i una variable dependent categòrica (és a dir, l'etiqueta de classe). La regressió logística i la regressió probit són més semblants a LDA que ANOVA, ja que també expliquen una variable categòrica pels valors de variables independents contínues. Aquests altres mètodes són preferibles en aplicacions on no és raonable suposar que les variables independents es distribueixen normalment, que és un supòsit fonamental del mètode LDA.
L'LDA també està estretament relacionat amb l'anàlisi de components principals (PCA) i l'anàlisi factorial, ja que tots dos busquen combinacions lineals de variables que expliquen millor les dades. LDA intenta explícitament modelar la diferència entre les classes de dades. PCA, en canvi, no té en compte cap diferència de classe, i l'anàlisi factorial construeix les combinacions de característiques basant-se en diferències en lloc de semblances. L'anàlisi discriminant també és diferent de l'anàlisi factorial perquè no és una tècnica d'interdependència: cal fer una distinció entre variables independents i variables dependents (també anomenades variables de criteri).
L'anàlisi discriminant s'utilitza quan els grups es coneixen a priori (a diferència de l'anàlisi de clústers). Cada cas ha de tenir una puntuació en una o més mesures de predicció quantitativa i una puntuació en una mesura de grup. En termes simples, l'anàlisi de funcions discriminants és la classificació: l'acte de distribuir les coses en grups, classes o categories del mateix tipus.